# 勒布莱马尔
勒布莱马尔（法語：Le Bleymard，法語發音：[lə blemaʁ]）是法国洛泽尔省的一个旧市镇，属于芒德区。该旧市镇总面积16.36平方公里，2009年时的人口为347人。

## 人口
勒布莱马尔人口变化图示